# Ett liv med dig (musikalbum)
Ett liv med dig är ett studioalbum av det svenska dansbandet Drifters, släppt 2007 på skivmärket Frituna. Albumet placerade sig som högst på 31:a plats på den svenska albumlistan.
På albumet används låtskrivare som Thomas G:son, Calle Kindbom, Anders Glenmark, Calle Lösnitz, Ulf Georgsson och Lasse Holm. I melodin "Love is in Your Eyes" sjunger bandets sångerska Erika Sjöström duett med Casper Janebrink från ett annat svenskt dansband, Arvingarna. Albumet innehåller även tolkningar av låtar som "Ännu en dag" (Anne-Lie Rydé, svenska Melodifestivalen 2005 samt "Don't Slam the Door" (Ann-Louise Hanson) .

## Låtlista
| Nr  | Titel                                                          | Låtskrivare                                                |
| --- | -------------------------------------------------------------- | ---------------------------------------------------------- |
| 1.  | "Ett liv med dig"                                              | Mats Larsson, Ulf Georgsson                                |
| 2.  | "Vem kan älska dig som jag"                                    | Ulf Georgsson, Stefan Brunzell, Tony Johansson             |
| 3.  | "Lova mig"                                                     | Thomas G:son                                               |
| 4.  | "Love is in Your Eyes" (duett Erica Sjöström-Casper Janebrink) | Casper Janebrink, Kalle Kindbom, Carl Lösnitz              |
| 5.  | "Jag vill sjunga ut min glädje"                                | Frank Wisur, Hanne Sommernes, Mikael Wendt, Christer Lundh |
| 6.  | "Vart vi än går"                                               | Tomas Berglund, Patrik Svensson, Ulf Georgsson             |
| 7.  | "Sunny Day"                                                    | J. Andersson, J. Petersson                                 |
| 8.  | "Jag kan minnas"                                               | Kent Liljefjäll, Jonas Näslund                             |
| 9.  | "Låt kärleken få födas"                                        | Mats Larsson, Åsa Karlström                                |
| 10. | "Don't Slam the Door"                                          | Anders Glenmark, Tomas Minor                               |
| 11. | "Låt oss kasta loss"                                           | Leif "Mulle" Melander, Peter Nord                          |
| 12. | "Så nära"                                                      | Thomas G:son, Anne-Lie Rydé                                |
| 13. | "Ännu en dag"                                                  | Lasse Holm, Ingela "Pling" Forsman                         |

## Listplaceringar
| Lista (2007) | Topplacering |
| ------------ | ------------ |
| Sverige      | 31           |

### Fotnoter
1. 1 2 3  Dansbandsbloggen 1 november 2007 - Drifters kommande CD imponerar stort Arkiverad 18 augusti 2010 hämtat från the Wayback Machine.
2. ↑  ”Ett liv med dig”. Svensk mediedatabas. 25 februari 2007. http://smdb.kb.se/catalog/id/002184168. Läst 30 augusti 2010.
3. ↑  ”Ett liv med dig”. Swedischcharts. 25 februari 2007. http://swedishcharts.com/showitem.asp?interpret=Drifters&titel=Ett+liv+med+dig&cat=a. Läst 12 oktober 2014.